# Gare de Bandol
La gare de Bandol est une gare ferroviaire française de la ligne de Marseille-Saint-Charles à Vintimille (frontière), située sur le territoire de la commune de Bandol, dans le département du Var en région Provence-Alpes-Côte d'Azur.
C'est une gare de la Société nationale des chemins de fer français (SNCF), desservie par des trains express régionaux TER Provence-Alpes-Côte d'Azur.

## Situation ferroviaire
Établie à 36 mètres d'altitude, la gare de Bandol est située au point kilométrique (PK) 50,607 de la ligne de Marseille-Saint-Charles à Vintimille (frontière), entre les gares de Saint-Cyr-Les Lecques - La Cadière et d'Ollioules - Sanary.

## Service des voyageurs

### Accueil
Gare SNCF, elle dispose d'un bâtiment voyageurs, avec guichet, ouvert tous les jours. Elle est équipée d'automates pour l'achat de titres de transport et d'afficheurs légers numériques sur chaque quai pour les prochains départs et informations conjoncturelles (travaux, perturbations…).

### Desserte
Bandol est desservie par les TER Provence-Alpes-Côte d'Azur de la ligne de Marseille à Toulon (26 trains par jour dans chaque sens en semaine, dont 3 poursuivent au-delà de Toulon jusqu'à Hyères).

### Intermodalité
Un parking est aménagé à ses abords.

## Au cinéma
La gare apparaît dans le film Mystère à Saint-Tropez (2021), réalisé par Nicolas Benamou.